# John McGinn
John McGinn (Glasgow, 18 oktober 1994) is een Schotse voetballer die doorgaans als middenvelder speelt. Hij verruilde Hibernian in augustus 2018 voor Aston Villa. McGinn debuteerde in 2016 in het Schots voetbalelftal. Zijn oudere broers Stephen en Paul zijn ook profvoetballers.

## Clubcarrière

### St. Mirren
McGinn stroomde in 2012 door vanuit de jeugd van St. Mirren. Hier groeide hij in het seizoen 2012/13 uit tot basisspeler. Zo had hij een basisplaats in onder meer de finale van het dat jaar gewonnen toernooi om de Scottish League Cup. McGinn speelde bijna honderd officiële wedstrijden voor St. Mirren. 

### Hibernian
Hij tekende in juli 2015 vervolgens bij Hibernian. Zo zette hij in eerste instantie een stap achteruit naar het tweede niveau van Schotland, totdat zijn ploeggenoten en hij in 2016/17 kampioen werden in de Scottish Championship en zo promoveerden naar de Scottish Premiership. Dit was zijn tweede prijs met de club. In zijn eerste seizoen wonnen Hibernian en hij al de Scottish Cup. McGinn begon het seizoen 2018/19 nog bij Hibernian. Hij maakte daarbij onder meer zijn eerste doelpunten in een Europees toernooi, in de (voorronden van) de Europa League. Hij eindigde op 132 wedstrijden en 17 doelpunten voor Hibernian.

### Aston Villa
Hij tekende in augustus 2018 vervolgens bij Aston Villa. Hiermee eindigde hij in zijn eerste seizoen in Engeland op de vijfde plaats in de Championship. Hij was met zes goals en tien assists in 43 competitiewedstrijden heel belangrijk. Aston Villa en hij wonnen daarna de play-offs voor promotie naar de Premier League. McGinn maakte in de met 2–1 gewonnen finale daarvan tegen Derby County zelf het winnende doelpunt. 
McGinn was ook in de eerste achttien speelronden van het seizoen 2019/20 in de Premier League basisspeler. Hij scoorde in de openingswedstrijd tegen Tottenham Hotspur meteen zijn eerste Premier League-doelpunt. Hij liep op 22 december 2019 in een competitiewedstrijd tegen Aston Villa een breuk in zijn linkerenkel op, waardoor hij pas zes maanden later weer in actie kon komen. 
Aston Villa begon goed aan het seizoen 2020/21 met vier overwinningen na de eerste vier speelrondes, onder meer een 7-2 overwinning op Liverpool. McGinn was hierin goed voor een goal en een assist. Na vier wedstrijden stond hij al op één goal en vier assists. Op 11 december 2020 tekende McGinn voor vijf jaar bij bij Aston Villa, zodat hij tot de zomer van 2025 onder contract zou staan bij Aston Villa. 
In de zomer van 2021 werd McGinn, door het vertrek van Jack Grealish naar Manchester City de nieuwe vice-aanvoerder van Aston Villa. Een jaar later werd hij door nieuwe trainer Steven Gerrard aangewezen als nieuwe aanvoerder ten faveure van Tyrone Mings. Dat seizoen eindigde Aston Villa, mede door de komst van trainer Unai Emery halverwege het seizoen, als zevende, wat Conference League betekende.
In het seizoen 2023/24 speelde McGinn liefst 53 wedstrijden in alle competities. Hij strandde met Aston Villa in de halve finale van de Conference League, eindigde als vierde in de Premier League en kwam zelf tot negen goals en zeven assists.

## Clubstatistieken
| Seizoen     | Club        | Competitie     | Competitie | Competitie | Beker | Beker | Internationaal | Internationaal | Totaal | Totaal |
| Seizoen     | Club        | Competitie     | Wed.       | Dlp.       | Wed.  | Dlp.  | Wed.           | Dlp.           | Wed.   | Dlp.   |
| ----------- | ----------- | -------------- | ---------- | ---------- | ----- | ----- | -------------- | -------------- | ------ | ------ |
| 2012/13     | St. Mirren  | Premiership    | 22         | 1          | 5     | 0     | —              | —              | 27     | 1      |
| 2013/14     | St. Mirren  | Premiership    | 35         | 3          | 3     | 0     | —              | —              | 38     | 3      |
| 2014/15     | St. Mirren  | Premiership    | 30         | 0          | 3     | 0     | —              | —              | 33     | 0      |
| Club totaal | Club totaal | Club totaal    | 87         | 4          | 11    | 0     | 0              | 0              | 98     | 4      |
| 2015/16     | Hibernian   | Championship   | 36         | 3          | 12    | 1     | —              | —              | 48     | 4      |
| 2016/17     | Hibernian   | Championship   | 29         | 4          | 6     | 1     | 2              | 0              | 37     | 5      |
| 2017/18     | Hibernian   | Premiership    | 35         | 5          | 8     | 1     | —              | —              | 43     | 6      |
| 2018/19     | Hibernian   | Premiership    | 1          | 0          | 0     | 0     | 3              | 2              | 4      | 2      |
| Club totaal | Club totaal | Club totaal    | 101        | 12         | 26    | 3     | 5              | 2              | 132    | 17     |
| 2018/19     | Aston Villa | Championship   | 43         | 7          | 1     | 0     | —              | —              | 44     | 7      |
| 2019/20     | Aston Villa | Premier League | 28         | 3          | 2     | 0     | —              | —              | 30     | 3      |
| 2020/21     | Aston Villa | Premier League | 37         | 3          | 0     | 0     | —              | —              | 37     | 3      |
| 2021/22     | Aston Villa | Premier League | 35         | 3          | 1     | 0     | —              | —              | 36     | 3      |
| 2022/23     | Aston Villa | Premier League | 34         | 1          | 2     | 0     | —              | —              | 36     | 1      |
| 2023/24     | Aston Villa | Premier League | 35         | 6          | 4     | 0     | 14             | 3              | 53     | 9      |
| Club totaal | Club totaal | Club totaal    | 208        | 23         | 10    | 0     | 14             | 3              | 236    | 26     |
| TOTAAL      | TOTAAL      | TOTAAL         | 366        | 38         | 45    | 3     | 19             | 5              | 430    | 46     |

Bijgewerkt t/m het seizoen 2023/24.

## Interlandcarrière
McGinn kwam uit voor Schotland –19 en Schotland –21 en debuteerde op 29 maart 2016 in het Schots voetbalelftal. Bondscoach Gordon Strachan gaf hem toen een basisplaats in een met 1–0 gewonnen oefeninterland thuis tegen Denemarken. Hij maakte op 6 september 2019 zijn eerste interlanddoelpunt. Hij zette Schotland toen op 1–0 in een met 1–2 verloren kwalificatiewedstrijd voor het EK 2020 tegen Rusland. McGinn maakte op 13 oktober 2019 voor het eerst in zijn profcarrière een hattrick. Hij zorgde toen voor zowel de 1–0, de 2–0 als de 3–0 in een met 6–0 gewonnen EK-kwalificatiewedstrijd tegen San Marino. McGinn scoorde in diezelfde kwalificatiereeks ook nog tegen Cyprus en twee keer tegen Kazachstan.
Op 14 oktober 2020 was hij tegen Tsjechië voor het eerst aanvoerder van Schotland. McGinn speelde in alle drie de wedstrijden tijdens het EK 2020 negentig minuten, maar Schotland vloog er in de groepsfase uit. McGinn werd op 7 juni 2024 door bondscoach Steve Clarke opgenomen in de Schotse selectie voor het EK 2024 in Duitsland. Schotland werd in de groepsfase uitgeschakeld na nederlagen tegen Duitsland (5–1) en Hongarije (0–1) en een gelijkspel tegen Zwitserland (1–1). McGinn kwam iedere wedstrijd in actie.

## Erelijst
| Competitie                     | Aantal     | Jaren      |            |            |
| St. Mirren                     | St. Mirren | St. Mirren | St. Mirren | St. Mirren |
| ------------------------------ | ---------- | ---------- | ---------- | ---------- |
| Scottish League Cup            | 1×         | 2012/13    |            |            |
| Hibernian                      |            |            |            |            |
| Scottish Cup                   | 1×         | 2015/16    |            |            |
| Kampioen Scottish Championship | 1×         | 2016/17    |            |            |

2 Cash ·
3 Carlos ·
4 Konsa ·
5 Mings ·
6 Barkley ·
7 McGinn  ·
8 Tielemans ·
Rashford ·
10 Buendía ·
11 Watkins ·
12 Digne ·
14 Torres ·
18 Gauci ·
19 Philogene ·
20 Nedeljković ·
22 Maatsen ·
23 Martínez ·
24 Onana ·
25 Olsen ·
26 Bogarde ·
27 Rogers ·
30 Hause ·
31 Bailey ·
41 Ramsey ·
44 Kamara ·
50 Swinkels ·
Coach: Emery
1 Marshall ·
2 O'Donnell ·
3 Robertson  ·
4 McTominay ·
5 Hanley ·
6 Tierney ·
7 McGinn ·
8 McGregor ·
9 Dykes ·
10 Adams ·
11 Christie ·
12 Gordon ·
13 Taylor ·
14 Fleck ·
15 Gallagher ·
16 Cooper ·
17 Armstrong ·
18 Turnbull ·
19 Nisbet ·
20 Fraser ·
21 McLaughlin ·
22 Patterson ·
23 Gilmour ·
24 Hendry ·
25 Forrest ·
26 McKenna ·
Coach: Clarke
1 Gunn ·
2 Ralston ·
3 Robertson  ·
4 McTominay ·
5 Hanley ·
6 Tierney ·
7 McGinn ·
8 McGregor ·
9 Shankland ·
10 Adams ·
11 Christie ·
12 Kelly ·
13 Hendry ·
14 Gilmour ·
15 Porteous ·
16 Cooper ·
17 Armstrong ·
18 Morgan ·
19 Conway ·
20 Jack ·
21 Clark ·
22 McCrorie ·
23 McLean ·
24 Taylor ·
25 Forrest ·
26 McKenna ·
Coach: Clarke